# Ielets
Ielets é uma cidade da Rússia, o centro administrativo de um raion do Oblast de Lipetsk. Da cidade linhas ferroviárias correm para Lipetsk, Oriol, Stari Oskol, Iefremov, Lebedian.

## Esporte
A cidade de Ielets é sede do Estádio Trud e do FC Ielets, que joga no Campeonato Russo de Futebol